# Touih
Touih este o comună din departamentul San-Pedro, regiunea Bas-Sassandra, Coasta de Fildeș.